# Veldin Hodža
Veldin Hodža (Fiume, 15 ottobre 2002) è un calciatore croato, centrocampista del Rubin e della nazionale croata Under-21.

## Carriera

### Club
Il 1º luglio 2022 viene acquistato a titolo definitivo dalla squadra croata del Rijeka, con cui sottoscrive un contratto triennale con scadenza il 30 giugno 2025.

### Nazionale
Ha giocato nelle nazionali giovanili croate Under-17, Under-19 ed Under-21; con quest'ultima nel 2023 ha anche partecipato agli Europei di categoria.

## Statistiche

### Presenze e reti nei club
Statistiche aggiornate al 26 maggio 2024.
| Stagione        | Squadra              | Campionato      | Campionato | Campionato | Coppe nazionali | Coppe nazionali | Coppe nazionali | Coppe continentali | Coppe continentali | Coppe continentali | Altre coppe | Altre coppe | Altre coppe | Totale | Totale |
| Stagione        | Squadra              | Comp            | Pres       | Reti       | Comp            | Pres            | Reti            | Comp               | Pres               | Reti               | Comp        | Pres        | Reti        | Pres   | Reti   |
| --------------- | -------------------- | --------------- | ---------- | ---------- | --------------- | --------------- | --------------- | ------------------ | ------------------ | ------------------ | ----------- | ----------- | ----------- | ------ | ------ |
| 2020-feb. 2021  | Rijeka               | 1. HNL          | 0          | 0          | CC              | 1               | 1               | UEL                | 1                  | 0                  | -           | -           | -           | 2      | 1      |
| feb.-giu. 2021  | Orijent              | 2. HNL          | 16         | 0          | CC              | -               | -               | -                  | -                  | -                  | -           | -           | -           | 16     | 0      |
| 2021-gen. 2022  | Orijent              | 2. HNL          | 14         | 1          | CC              | 2               | 0               | -                  | -                  | -                  | -           | -           | -           | 16     | 1      |
| Totale Orijent  | Totale Orijent       | Totale Orijent  | 30         | 1          |                 | 2               | 0               |                    | -                  | -                  |             | -           | -           | 32     | 1      |
| gen.-giu. 2022  | Hrvatski Dragovoljac | 1. HNL          | 16         | 0          | CC              | 0               | 0               | -                  | -                  | -                  | -           | -           | -           | 16     | 0      |
| 2022-2023       | Rijeka               | 1. HNL          | 33         | 1          | CC              | 2               | 0               | UECL               | 2                  | 0                  | -           | -           | -           | 37     | 1      |
| 2023-2024       | Rijeka               | 1. HNL          | 32         | 5          | CC              | 6               | 1               | UECL               | 6                  | 0                  | -           | -           | -           | 44     | 6      |
| 2024-2025       | Rijeka               | 1. HNL          | 0          | 0          | CC              | 0               | 0               | UEL                | 1                  | 0                  | -           | -           | -           | 1      | 0      |
| Totale Rijeka   | Totale Rijeka        | Totale Rijeka   | 65         | 6          |                 | 9               | 2               |                    | 10                 | 0                  |             | -           | -           | 84     | 8      |
| Totale carriera | Totale carriera      | Totale carriera | 111        | 7          |                 | 11              | 2               |                    | 10                 | 0                  |             | -           | -           | 132    | 9      |